# Större klubbgräshoppa
Större klubbgräshoppa, Gomphocerippus rufus, är en art i insektsordningen hopprätvingar, Orthoptera, som tillhör familjen markgräshoppor, Acrididae.

## Kännetecken
Den stora klubbsprötgräshoppan har en kroppslängd på 14 till 24 millimeter. Honorna är större än hanarna. Färgteckningen på och mellan olika individer uppvisar stor variation, från brunaktiga och gråaktiga till ockragula och rödaktiga nyanser.

## Utbredning
Den stora klubbsprötgräshoppan finns i större delen av Europa, norrut till Skandinavien och söderut till Pyrenéerna, Italien och Balkan, och i delar av tempererade Asien så långt österut som till Manchuriet och Sibirien. I Sverige finns den från Skåne och norrut till Lule lappmark.

## Levnadssätt
Den stora klubbsprötgräshoppas habitat är öppna, torra till lätt fuktiga gräsmarker som ängar, men den kan också hittas i skogsbryn, på hyggen och i kantzonen till häckar och andra liknande småmiljöer. Ofta håller den till i högre örtartad vegetation och undviker det allra kortaste gräset. 
Hanen stridulerar, det vill säga spelar, för att locka till sig honor. Även honan kan stridulera som ett svar på hanes friarsång och växelsång mellan hanar och honor innan parningen förekommer.